# UGT2B17
La UDP-glucuronosiltransferasa 2B17 es una enzima que en humanos está codificada por el gen UGT2B17.
UGT2B17 pertenece a la familia de las UDP-glucuronosiltransferasas (UGT; EC 2.4.1.17), enzimas que catalizan la transferencia de ácido glucurónico del ácido uridina difosfoglucurónico a una variedad de sustratos, incluidas las hormonas esteroides. Cataliza reacciones de biotransformación de fase II en las que los sustratos lipofílicos se conjugan con ácido glucurónico para aumentar la solubilidad en agua del metabolito, lo que facilita la excreción en la orina o la bilis.